# O Telefone do Sr. Harrigan
Mr. Harrigan's Phone (bra/prt: O Telefone do Sr. Harrigan) é um filme de 2022 dirigido por John Lee Hancock. É baseado na novela de mesmo nome, da antologia If It Bleeds, de Stephen King. O filme apresenta a história de Craig, um jovem que passa a receber ligações estranhas após seu amigo morrer, o bilionário recluso Sr. Harrigan. É estrelado por Donald Sutherland, Jaeden Martell, Joe Tippett e Kirby Howell-Batista. Foi lançado na Netflix em 5 de outubro de 2022.

## Elenco principal
- Donald Sutherland - Sr. Harrigan
- Jaeden Martell - Craig
  - Colin O'Brien - Craig (jovem)
- Joe Tippett - pai de Craig
- Kirby Howell-Baptiste - Srta. Hart
- Cyrus Arnold - Kenny Yankovich
- Thomas Francis Murphy - Pete
- Peggy J. Scott - Edna Grogan

## Produção
Em 8 de outubro de 2021, foi relatado que as filmagens começaram em Connecticut em 20 de outubro de 2021 e terminaram em 22 de dezembro de 2021.

## Recepção
No site agregador de críticas Rotten Tomatoes, 45% das 66 resenhas dos críticos são positivas, com uma classificação média de 53/10. O consenso  diz que "apesar de um par de performances em camadas de seus talentosos protagonistas, (...) nunca se conecta com os temas intrigantes do material de origem". O Metacritic, que usa uma média ponderada, atribuiu ao filme uma pontuação de 55 em 100, baseado em 15 críticos, indicando críticas "mistas ou médias".
Em sua crítica no Common Sense Media, Brian Costello avaliou 4/5 de sua nota dizendo que "os espectadores podem esperar um suspense de terror, mas esta é mais uma história de amadurecimento sobre os perigos da vingança e uma reflexão sobre como mudamos desde a chegada do smartphone." No The Hollywood Reporter, Frank Scheck disse que "infelizmente, apesar de sua intrigante premissa, (...) carece do ingrediente necessário para torná-lo verdadeiramente memorável; simplesmente não é muito assustador."
No Arizona Republic, Bill Goodykoontz avaliou com 4/5 de sua nota dizendo que "tal como acontece com as maiores histórias de King, as melhores partes aqui não são os elementos de terror (dos quais existem poucos). É o tempo gasto com os personagens."
No CinemaBlend, Eric Eisenberg avaliou com 2/5 de sua nota dizendo que é "um filme chato e atrasado que tenta ser tanto um drama de amadurecimento quanto um filme de terror sobrenatural, e acaba falhando em causar um impacto emocional em nenhum dos gêneros." Escrevendo no The Guardian, Benjamin Lee também deu ao filme 2 de 5 estrelas, chamando-o de "um desperdício de tempo pré-Halloween feito de forma competente, mas totalmente inconsequente". No IGN, Ryan Leston disse que "o pior é que esse conto potencialmente aterrorizante não faz quase nada de valor de terror ao longo de seu tempo de execução excessivamente longo. Não há sustos, sequências de sonhos, monstros, sangue ou qualquer coisa remotamente parecida com um susto forte o suficiente para justificar chamar esse filme de terror."